# Anna Jagodzinska

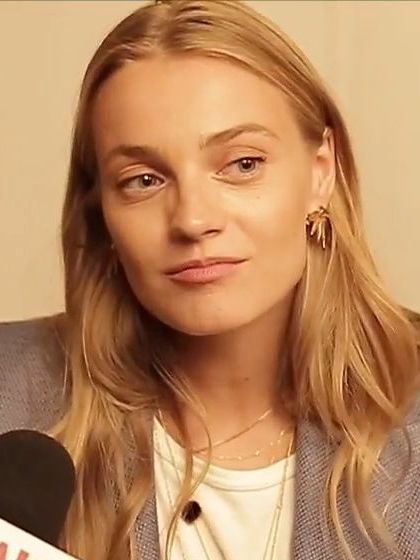
Jagodzińska em 2018

Anna Jagodzinska (12 de Setembro de 1987) é uma modelo polaca.
Ilustrou páginas das edições americana, italiana, australiana e alemã da revista Vogue assim como L'Officiel.